# 尼古拉·弗拉基米罗维奇·科列斯尼科夫
尼古拉·弗拉基米罗维奇·科列斯尼科夫 (俄语：Николай Владимирович Колесников，1882年—1937年)，生於俄羅斯帝國莫斯科省，是一位俄羅斯軍官以及軍事史作家。他是喀山联邦大学俄罗斯帝国军事历史学会的成員。尼古拉·弗拉基米罗维奇·科列斯尼科夫曾參與日俄战争以及第一次世界大战。俄國內戰期間尼古拉·弗拉基米罗维奇·科列斯尼科夫加入俄国白军。1922年後逃往中國，他先來到哈爾濱，後來又來到上海。在上海期間，他出任多家雜誌、報紙的編輯。最終在上海去世。